# 我妻絵美
我妻 絵美（あがつま えみ、本名：田辺 絵美、旧姓：我妻、1983年10月26日 - ）は、三桂所属のフリーアナウンサー。元中京テレビ放送アナウンサー。宮城県仙台市出身。宮城県第一女子高等学校（現・宮城県宮城第一高等学校）、立教大学文学部英米文学科卒業。身長166cm。血液型AB型。夫は日本テレビの田辺研一郎。

## 来歴
大学在学時からフジテレビアナウンススクールに通い、フリーのアナウンサーとして活動していた。その縁で、BSフジでニュースキャスターを務めていたこともある。この当時、「ミス立教」に応募したことがある。
大学卒業後、2006年4月に中京テレビに入社。同期に金山泉（現・毎日放送）が、NNN・NNS系列局では虎谷温子（読売テレビ、入社当時の先輩アナ・神ひろしと同じ青森県出身、後述の鹿内美沙と同じ同県弘前市、青森県立弘前高等学校の先輩）がいる。
入社直後の2006年7月、東海地区の地上デジタル放送推進大使に任命された。また、2007年3月15日の第28回NNSアナウンス大賞で新人賞を受賞した。中京テレビの企画でファッション誌のモデルに挑戦したこともある（後述）。地デジ大使の仕事は、後任の鹿内美沙が任に就いてからは一旦退いていたが、同じく後任の田岡咲香が後に中京テレビを退社したことから、2011年のアナログ放送の終了間近になって復任した。
中京テレビ PSで温泉リポートの際、着用していたスカートスーツのまま入浴者に投げ込まれ全身びしょ濡れになったことがある。
2011年10月26日に田辺と結婚し、2012年3月末に中京テレビを退社。退社後は関口宏主宰の芸能事務所・三桂に所属している。また、玉川大学通信教育部の学生になり、学芸員の資格を取るために勉学に励んでいるとのことである。同年6月23日には妊娠中であることを自身のブログで報告した。同年11月26日には長男、2015年6月21日には次男の2人を儲けた。

## 担当番組

### 学生時代
- BSフジNEWS （BSフジ、2004年7月 - 12月、ニュースキャスター）
- 池袋シネマ通り（としまテレビ、2005年、リポーター・アシスタントMC）
- EVENING COMFORT （スターデジオ、2005年）
- JALビジネス屋内CM[6]（2005年）

### 中京テレビ
- 24時間テレビ 「愛は地球を救う」 中京テレビローカルパート（2006年8月26日 - 8月27日、セントラルパークもちのき広場）
- エミエミ（2006年10月 - 2007年9月、司会）
- Chu!SHOPスタジオ（MC）
- ニュースの女王決定戦（2007年3月27日）
- NNNストレイトニュース 中京テレビローカルパート（2007年10月 - 2008年7月）
- 爆笑問題の面白社会学 エンタな解体新書!（2007年11月3日）
- ズームイン!!サタデー（東海地区キャスター）
- たべごろマンマ! （2007年11月24日）
- DAI♥HANAのもっとぎふ!体感マップ（2008年5月 - 2009年2月、ナレーター）
- オリラジの一Q入魂!高校生クイズ（2008年7月6日）
- おめざめワイド（2008年7月 - 2009年3月）
- ズームイン!!SUPER 中京テレビローカルパート（2008年7月 - 2011年3月、芸能情報担当）
- シネマBAR （2008年7月 - 2009年3月、2011年4月 - 2012年3月、ナレーター）
- ゴリ夢中（2008年10月 - 2012年3月、ナレーター）
- PS （2009年4月 - 2012年3月）
- 中京テレビNEWSリアルタイム（不定期出演）
- news every. 中京テレビローカルパート（不定期出演） - 土曜版にも出演。
- あなたと中京テレビ（2011年4月 - 2012年3月）
- 知っ得!なごや（2011年4月 - 2012年3月）
- 真相報道 バンキシャ! 中京テレビローカルパート
- NEWS ZERO 中京テレビローカルパート
- グッジョブ7

### 三桂所属後
- 5時に夢中!・5時に夢中!サタデー（TOKYO MX、2013年7月、内藤聡子の夏休みに伴う代役アシスタント）